# Protoceratops
Protoceratops ("první rohatá tvář") byl malý rohatý dinosaurus (ceratops), který žil v období svrchní křídy, asi před 80 až 75 miliony let. Protoceratops patří spolu s malým teropodem rodu Velociraptor mezi slavné objevy americké expedice do Mongolska, vedené ve 20. letech paleontologem Royem Chapmanem Andrewsem. Jedná se také nejspíš o nejpočetnějšího dinosaura, známého z období pozdní křídy ve východní Asii.

## Zeměpisné rozšíření
Žil na území dnešního Mongolska a Číny. Jeho velmi početné fosilie se nacházejí především na území dnešní pouště Gobi (např. souvrství Bayan Mandahu a Djadochta, včetně téměř všech růstových stádií (lebky nejmenších, teprve vylíhlých mláďat až dospělých jedinců s plně vyvinutým týlním límcem). Byla objevena také celá hnízda se zachovanými zkamenělými vajíčky, některá ještě obsahovala kostřičky embryí.
Velmi zajímavým objevem z roku 1971 byly dvě zaklesnuté kostry bojujících dinosaurů - velociraptora a protoceratopse, objevené v mongolském souvrství Djadochta.

## Popis

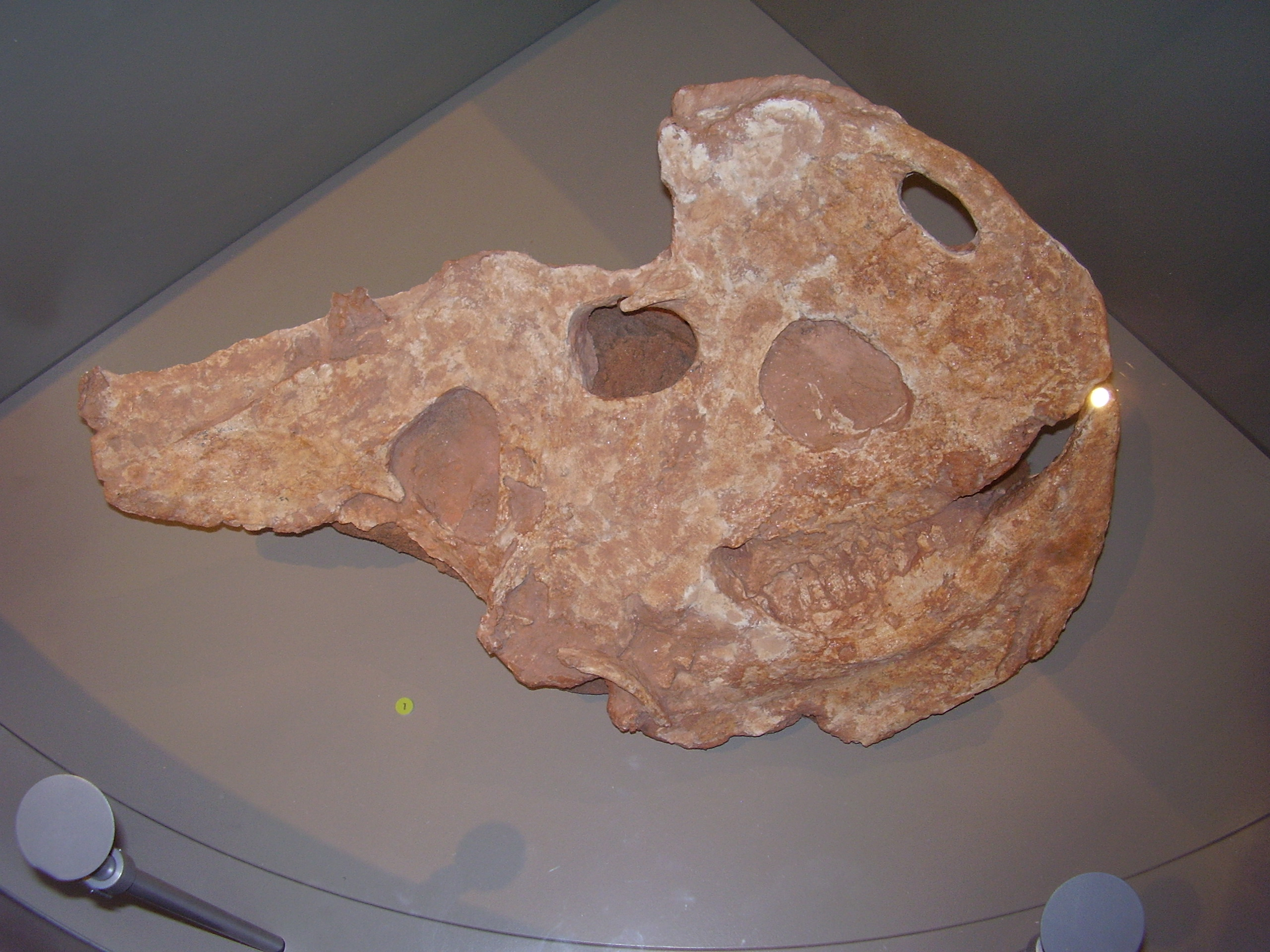
Lebka protoceratopse v expozici Přírodovědeckého muzea v Bruselu.

Protoceratops byl poměrně malý (až 2,5 m dlouhý a 175 kg vážící) a relativně běžný dinosaurus své doby, proto se mu také někdy přezdívá „ovce doby křídové“. Podle vědecké studie z roku 2020 vážil tento dinosaurus podstatně méně, kolem 83 kilogramů.
Jeden z nejlepších objevů pochází ze 70. let 20. století, jde o zaklesnuté kostry protoceratopse a velociraptora, kteří byli zastiženi zřejmě písečnou bouří, když spolu bojovali. Výzkum histologie tohoto primitivního ceratopsida dokládá, že k největšímu růstovému "spurtu" u něho docházelo v subadultním vývojovém stádiu, tedy krátce před dosažením plné pohlavní dospělosti. Značnou tvarovou rozmanitost krčních obratlů a existenci několika různých morfotypů protoceratopse potvrzují i novější výzkumy. Malý lebeční límec protoceratopsů zřejmě nesloužil k jejich ochraně před predátory (jako u pozdějších ceratopsidů), ale měl spíše signalizační funkci (umožňoval vnitrodruhovou komunikaci).
Překvapivým zjištěním z roku 2020 je, že skořápky vajec těchto dinosaurů zřejmě nebyly pevné, ale naopak měkké, podobně jako u dnešních plazů. Není však jisté, zda šlo o rozšířený znak u všech rohatých dinosaurů. Je tedy možné, že měkká kožnatá vejce byla typická pro všechny rohaté dinosaury i pro první dinosaury z období triasu.
Mozek byl u tohoto vývojově primitivního rohatého dinosaura relativně malý, vážil dle většiny odhadů, založených na obrazech a modelech z počítačové tomografie, pouze kolem 28 gramů. Koncový mozek tohoto ceratopsida pak obsahoval dle odhadu z roku 2022 asi 499 milionů nervových buněk (neuronů), což je o 40 % více telencefalických neuronů než nalezneme u současného jihoamerického hlodavce kapybary.

## Legendární gryf
Podle americké etnoložky, historičky vědy a folkloristky Adrienne Mayorové ze Stanfordovy univerzity existuje možnost, že legendární okřídlený tvor Gryf ze střední Asie může mít svůj myšlenkový původ ve zkamenělinách protoceratopsů. Mayorová vychází z toho, že zkameněliny těchto dinosaurů byly známé již obchodníkům a cestovatelům po Hedvábné stezce před mnoha tisíciletími. Ti pozorovali zobákovité rostrum protoceratopsích lebek a mohli si snad ve své fantazii vykreslit gryfa jako původce takové lebky. Jedná se však pouze o jednu z domněnek, které zřejmě nebudou nikdy zcela prokazatelné. V roce 2024 tuto hypotézu oficiálně zpochybnil paleoumělec Mark P. Witton.

## Populární kultura
Objevuje se v mnoha televizních pořadech o dinosaurech, například Putování s dinosaury: Obří dráp, Armageddon zvířecí říše, Vraždící stroje: Pravda o dinosaurech zabijácích, Planeta dinosaurů a dalších.